# ウルフ359の戦い
ウルフ359の戦い（）は、アメリカのSFテレビドラマ『スタートレック』シリーズの『新スタートレック』に登場する架空の宇宙戦で、惑星連邦とボーグの初めての本格的な交戦である。
この戦いが劇中で最初に描かれたのは『新スタートレック』第74・75話『浮遊機械都市ボーグ』においてだが、本格的な戦闘シーンは『スタートレック:ディープ・スペース・ナイン』第1・2話『聖なる神殿の謎』でようやく描かれた。
なお、ウルフ359は太陽系から7.8光年離れた所に位置する実在の恒星で、日本語では通常、「ウォルフ359」と表記される。

## 概要
宇宙暦44002.3（西暦2367年）、1隻のボーグ・キューブが地球を目指し惑星連邦に侵入した。宇宙艦隊はこれを迎撃するために、J・P・ハンソン提督率いる40隻の艦隊をウォルフ359付近に集結させた。この他に連邦と同盟関係にあるクリンゴン帝国にも援軍を要請しクリンゴン艦隊も参加した。さらに友好的関係にないロミュラン帝国への援軍要請も検討されていた。
戦闘はボーグの一方的な勝利となった。ボーグの圧勝要因は、惑星連邦をはるかに凌駕するその圧倒的な科学技術力の差もあることながら、U.S.S.エンタープライズDの艦長ジャン＝リュック・ピカード大佐を拉致・改造していたことも大きく関わった。
ボーグは地球侵攻の「代弁者」として、連邦最高の艦と評価を下したU.S.S.エンタープライズDの指揮官・ピカード艦長に目をつけた。U.S.S.エンタープライズDと接触したボーグはピカードを誘拐することに成功し、さらに同化改造してロキュータスという名のボーグの一員とした。かくしてボーグは宇宙艦隊に関する数々の情報と最高の指揮官を手に入れた。いうなれば宇宙艦隊の手の内をすべて知り尽くしたピカードにボーグの科学力が加わり、ボーグキューブは手のつけられない強さを得てしまったのである。
ボーグキューブは結集した40隻の宇宙艦のうち39隻をごく短時間で撃破。ボーグキューブはこの戦闘でほとんど損害を受けず、そのまま地球へと進撃することとなった。
この戦闘により、宇宙艦隊は39隻の船と11,000人の人命を失った（指揮官のハンソン提督も殉職）。『スタートレック:ディープ・スペース・ナイン』に登場するベンジャミン・シスコ中佐も、U.S.S.サラトガNCC-31911の副長としてこの戦闘に参加しており、妻ジェニファーを失っている。
唯一消失を免れた艦はアマゾフ艦長のU.S.S.エンデヴァーNCC-71805で、それ以外に生き残ったのもU.S.S.サラトガなどの脱出ポッドに乗っていた少数の者のみである（ただしU.S.S.アワニーは『クリンゴン帝国の危機』のコンピューター画面に記載がありサルベージされた模様）。

### 後のエピソードでの言及
「浮遊機械都市ボーグ」から続くTNG76話「戦士の休息」では、仲間を手にかけることを強制されそれに抵抗できなかったピカード艦長が深く傷ついていることが描かれている。TNG95話「疑惑」では裁判のような場でノラ・サティ提督からそのトラウマをえぐるような追及がされ、ピカードは精神力を試される。劇場版8作「ファーストコンタクト」では地球に侵攻するボーグキューブの迎撃に、ピカード艦長はボーグに同化された経験から不確定要素として招集されなかった。
DS9 1話「聖なる神殿の謎」では、主人公のベンジャミン・シスコ中佐がこの戦闘に参加しており、それにより妻を亡くした経緯から、ピカード艦長に対して良い印象を持っていないことが描かれた。
VOY68話「生命体8472前編」では、デルタ宇宙域深部から地球帰還を目指すU.S.S.ヴォイジャーがついに危険なボーグ領域に到達する。ジェインウェイ艦長はボーグ領域を通過する突破口を探ろうと、U.S.S.エンタープライズDのピカード艦長とU.S.S.エンデヴァーのアマゾフ艦長の航星日誌を読んでいる。またウルフ359の戦いでボーグに同化されたという元宇宙艦隊士官のボーグドローンも何人か登場している（VOY59話「ボーグ・キューブ」、VOY122話「ボーグの絆を求めて」、VOY146話「聖域ユニマトリックス・ゼロ　前編」）。
PIC24話「勝ち目のないシナリオ」ではU.S.S.タイタンのショウ艦長が、U.S.S.コンスタンスの機関部員として当時ウルフ359の戦いに参加したことが語られた。そのため彼はシスコ大佐同様にピカード提督によい印象をもっていなかった。続くPIC29話「声」では、ピカード提督の命を奪ったイルモディック症候群に似た症状は、ボーグ同化の遺伝子操作に起因するものと判明する。
- ウルフ359の戦いを経て地球を襲ったボーグキューブはU.S.S.エンタープライズDによって破壊されたため、同化された者がボーグ領域のあるデルタ宇宙域にいるのは矛盾するように思える。しかし劇場版8作目「ファーストコンタクト」においてボーグキューブ内部から小型のボーグスフィアが射出されたことから、キューブは地球到達前にスフィアをデルタ宇宙域に帰還させたと考えることができる。

## 参戦した宇宙艦
ウルフ359の戦いに参加した宇宙艦隊の艦のうち、確認されているのは以下の通りである。
- U.S.S.アワニー（U.S.S.Ahwahnee、NCC-73620）　シャイアン級
- U.S.S.キュウシュウ（U.S.S.Kyushu、NCC-65491）　ニューオーリンズ級
- U.S.S.ゲイジ（U.S.S.Gage、NCC-11672）　アポロ級
- U.S.S.サラトガ（U.S.S.Saratoga、NCC-31911）　ミランダ級
- U.S.S.チェーホフ（U.S.S.Chekov、NCC-53702）　スプリングフィールド級
- U.S.S.トルストイ（U.S.S.Tolstoy、NCC-62095）　ライジェル級
- U.S.S.ファイアブランド（U.S.S.Firebrand、NCC-68723）　フリーダム級
- U.S.S.ブラン（U.S.S.Buran、NCC-57580）　チャレンジャー級
- U.S.S.プリンストン（U.S.S.Princeton、NCC-59804）　ナイアガラ級
- U.S.S.ベレロフォン（U.S.S.Bellerophon、NCC-62048）　ネビュラ級
- U.S.S.ボーンステル（U.S.S.Bonestell、NCC-31600）　オーベルト級
- U.S.S.メルボルン（U.S.S.Melbourne、NCC-62043）　ネビュラ級→エクセルシオール級
『浮遊機械都市ボーグ』ではネビュラ級という設定だったが、後に『聖なる神殿の謎』でエクセルシオール級という設定に変更となった。
- U.S.S.ヤマグチ（U.S.S.Yamaguchi、NCC-26510）　アンバサダー級
- U.S.S.ライチェス（U.S.S.Righteous、登録番号不明）　クラス不明
CD-ROMやDVDで発売され、Q役のジョン・デ＝ランシーが出演しているゲーム（インタラクティブムービー）『スタートレック:ボーグ』ではエクセルシオール級、登録番号はNCC-42451。
- U.S.S.リベレーター（U.S.S.Liberator、NCC-67016）　クラス不明
- U.S.S.ルーズベルト（U.S.S.Roosevelt、NCC-2573）　エクセルシオール級
- U.S.S.エンデヴァー（U.S.S.Endeavour、NCC-71805)　ネビュラ級
- U.S.S.コンスタンス（U.S.S.Constance、NCC-10367）　コンステレーション級

　　　『スタートレック・ピカード』24話「勝ち目のないシナリオ」ではU.S.S.タイタンNCC-80102-Aのショウ艦長が、機関部員として当時ウルフ359の戦いに参加していた事が語られた。
- 名称不明のコンスティテューション級
映画『ミスター・スポックを探せ!』で自爆した初代エンタープライズの使いまわし。

## ストーリーの由来と影響
『新スタートレック』はシーズン1～2にわたって、「TOSから脱し切れていない」という批判が多く、また視聴率がふるわず、シーズン3限りで打ち切りになる可能性が高かった。
そこで製作・脚本陣は半ばヤケ気味にシーズン3で数々のテコ入れをする。まず制服や船内セットなどのビジュアル的な部分を、明るく清潔感のあるものに一新する。またエピソードの作り方も「主要キャラクターが毎話主役を交代する」というスタイルに変更した。これによりピカード、データだけでなくライカー、ラフォージ、ウォーフ、クラッシャー、トロイらとも家族的な深いつながりを描くことに成功する。そして集大成となるシーズン3最終話『浮遊機械都市ボーグ』において、シーズン3で築き上げた彼らの家族的結束を「ピカード艦長が敵になる」という衝撃の展開で破壊した。さらに結末が想像できないようにシーズン4に続くように終わらせるクリフハンガー形式とした。なおこの時、後編の脚本は何一つできていなかったという。結局これが反響を呼び、同番組の継続のみならずスタートレックシリーズ全体の活性化につながった。
なおアメリカ本国での初回放送では、『浮遊機械都市ボーグ』の前編（1990年6月18日放送）から後編（同9月24日放送）まで3か月以上の空白期間があったため、ファンをやきもきさせることになった。『新スタートレック』第4シーズンの放送が始まる頃、パトリック・スチュワート（ピカード役）がパシフィック・パリセーズを車で走っていると、ファンが「あなた、あたしの夏を台無しにしてくれたわ!」と叫びながら追い抜いて行った。その時、スチュワートは番組の成功を肌に感じたという。

## 撮影用模型に関する備考
前述の通り、戦闘が描かれたのは『聖なる神殿の謎』の冒頭シーンで、初出となる『浮遊機械都市ボーグ』では戦闘終了後の"墓場"のみが描写されていた。
このシーンで映し出されたモブ宇宙艦の残骸はいずれも検討用のスタディ・モデルで、大半がエンタープライズDの市販プラモデルを改造して制作されたものであった。グレッグ・ジーンは「スタジオに余っていたパーツを適当にくっつくけてデッチあげた」と言っている。中にはマーカーペンを塗装してワープ・ナセルにしたものもあるなど奇異なものも多く、この中で後に正式登場したのはネビュラ級のみ（ただし若干デザインが変更されている）。その他、映画第三作で自爆した初代エンタープライズの模型も流用されており、コンスティテューション級艦の参加が示唆されている。
『聖なる神殿の謎』では通常のスタジオ・モデルの艦名と登録番号を書き換えて使用している。